# Tine F. Clevering-Meijer

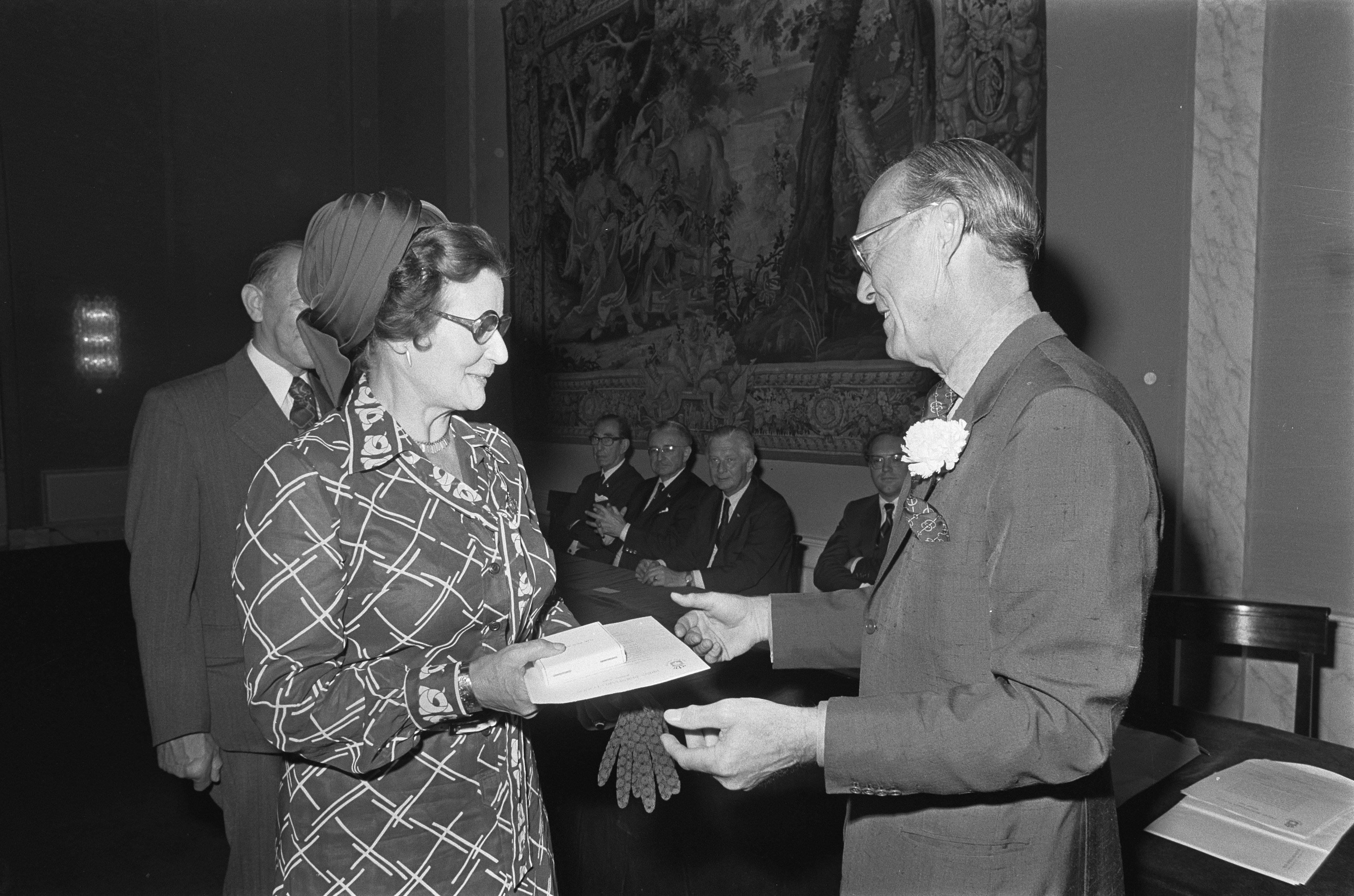
T.F. Cleveringa-Meijer krijgt zilveren anjer (1975)

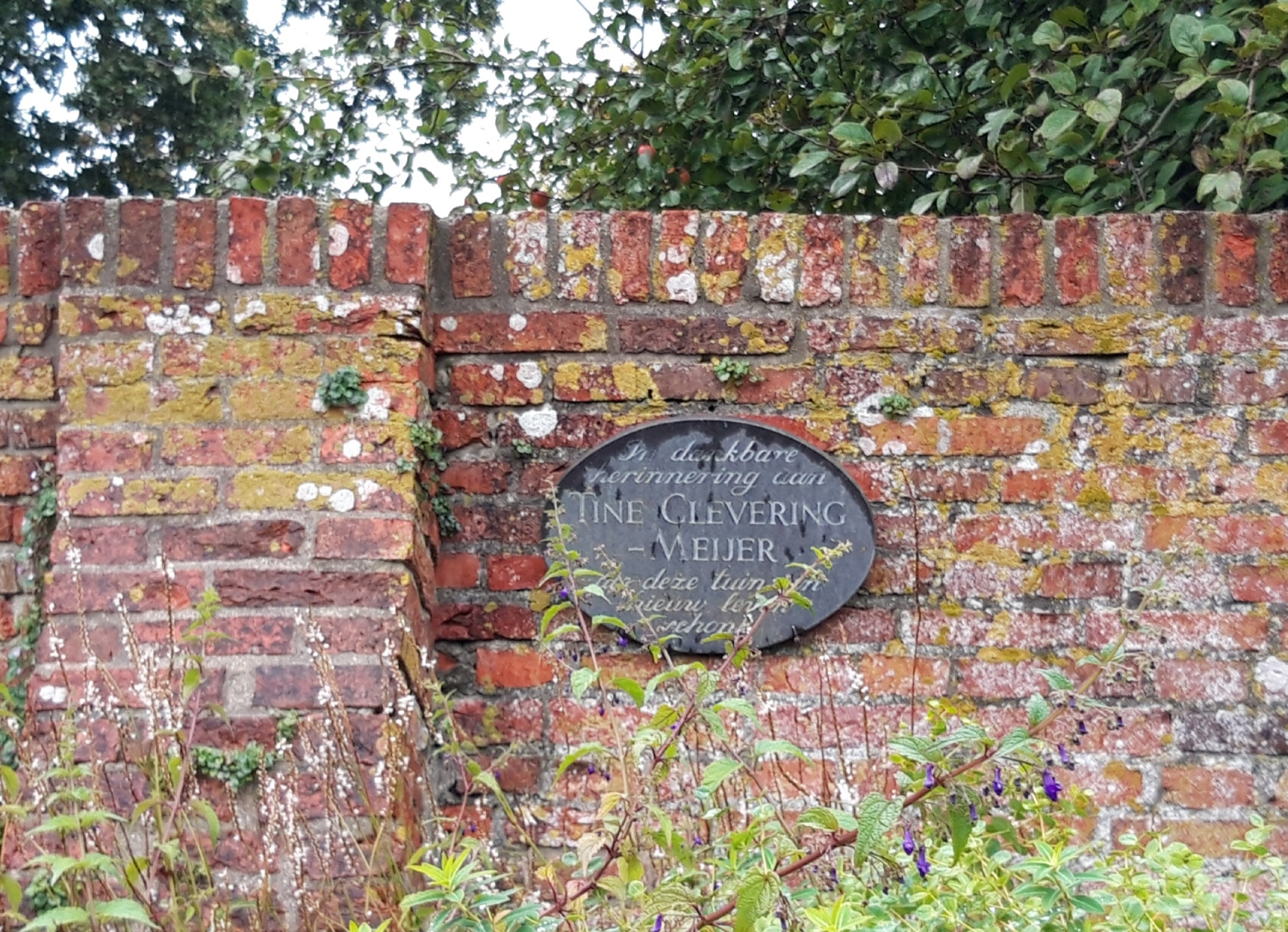
Plaqeutte Domies Toen (2019)

Trienje Fokeltje Clevering-Meijer, beter bekend als Tine F. Clevering-Meijer (Waarden, 25 september 1914-Pieterburen, 8 september 1981) was een Nederlands vergaderboerin.
Ze was dochter van Diewerke Albertha Schuiringa en boer Herman Klaas Meijer. Zelf was ze sinds 1939 getrouwd met politicus Ru Clevering, die haar meer dan twintig jaar zou overleven. Het huwelijk bleef kinderloos.
Ze groeide op in en om Grijpskerk binnen een traditioneel boerengezin (vader op het land, moeder in de keuken). Meijer kreeg haar middelbare schoolopleiding aan de Hogereburgerschool voor meisjes. Clevering-Meijer zou in 1975 zeggen dat het een prima theoretische opleiding was, maar voor de praktijk was aanvullende studie of leven noodzakelijk. Er volgde nog een jaar huishoudschool en de Volkshogeschool in Bakkeveen. Bij die laatste opleiding werd ze zich pas bewust van haar beschermde status en leerde ze haar echtgenoot kennen. Het leidde tevens tot interesse in de sociale achtergronden met name in Noord-Groningen; de HBS-invloed leidde tot interesse in kunstgeschiedenis.
In 1975 kreeg ze woonachtig in Eenrum in het Paleis op de Dam de Zilveren Anjer opgespeld vanwege haar werk voor de cultuur in Noord-Groningen. Zij was volgens de jury actief op het gebied van oudheidkundig onderzoek, bibliotheken en volksopvoeding en verantwoordelijk voor restauraties van diverse borgen zoals Verhildersum te Leens en Fraeylemaborg te Slochteren, voortkomend uit de Stichting Groninger Borgen. Voor het Ommelander Museum gevestigd in Verhildersum wist ze een expositie over Groninger kostuums samen te stellen. In 1970 had ze al de culturele prijs voor de provincie Groningen ontvangen, mede door haar werk voor het terugbrengen van de traditionele tuinkunst (stinzenflora en Domies Toen) in en van haar provincie. In 1978 volgde nog de Kastelenprijs. Ze had zitting in het bestuur Stichting Nederlandse volksklederdrachten “Collectie Koningin Wilhelmina”; de was er vice-voorzitter. Ze was ook voorzitter van Het Groninger Klederdrachtencomité. Secretaresse bij Stichting Gerrit van Houten en was vertegenwoordigster van het Anjerfonds, etc.
Aan het eind van haar leven was ze langdurig ziek. Na haar overlijden werd ze in besloten kring gecremeerd. Na haar overlijden werd de Tine Clevering-Meijerprijs in het leven geroepen. Tevens kwamen er plaquettes bij Verhildersum en Domies Toen. 